# Tomba della Caccia e della Pesca
La Tomba della Caccia e della Pesca è una sepoltura monumentale etrusca situata nella necropoli dei Monterozzi, presso Tarquinia.
La sepoltura è stata scoperta nel 1873 ed è datata intorno alla metà del VI secolo a.C.
Si compone di due camere: nella prima vi è una rappresentazione di danza dionisiaca in un bosco sacro, mentre nella seconda una scena di caccia e pesca insieme ai ritratti dei proprietari del sepolcro.
La tomba può essere ricondotta a un ambito greco-orientale, in particolare all'isola di Samo.